# Campionati europei under 23 di lotta
I campionati europei under 23 di lotta (in lingua inglese European U23 Wrestling Championships) sono una manifestazione internazionale di lotta libera e lotta greco-romana organizzata dalla Federazione internazionale delle lotte associate (UWW), che si tiene con cadenza annuale dal 2015, anno in cui i campionati si sono svolti a Wałbrzych in Polonia. Possono iscriversi alla competizione i lottatori fino all'età di 23 anni.
Nelle prime 3 edizioni si sono svolti 24 tornei, di cui 8 di lotta greco-romana, tutti maschili, e 16 di lotta libera, 8 maschili e 8 femminili. Dall'edizione di Istanbul 2018 il formato prevede 30 tornei, di cui 10 di lotta greco-romana, tutti maschili, e 20 di lotta libera, 10 maschili e 10 femminili.

## Edizioni
| Edizioni | Anno | Città       | Nazione            | Eventi |
| -------- | ---- | ----------- | ------------------ | ------ |
| 1ª       | 2015 | Wałbrzych   | Polonia            | 24     |
| 2ª       | 2016 | Ruse        | Bulgaria           | 24     |
| 3ª       | 2017 | Szombathely | Ungheria           | 24     |
| 4ª       | 2018 | Istanbul    | Turchia            | 30     |
| 5ª       | 2019 | Novi Sad    | Serbia             | 30     |
| 6ª       | 2021 | Skopje      | Macedonia del Nord | 30     |
| 7ª       | 2022 | Plovdiv     | Bulgaria           | 30     |
| 8ª       | 2023 | Bucarest    | Romania            | 30     |
| 9ª       | 2024 | Baku        | Azerbaigian        | 30     |
| 10ª      | 2025 | Tirana      | Albania            | 30     |

## Classifica squadre
| Anno | Lotta libera maschile | Lotta libera maschile | Lotta libera maschile |             | Lotta greco-romana | Lotta greco-romana | Lotta greco-romana |             | Lotta libera femminile | Lotta libera femminile | Lotta libera femminile |
| Anno | 1                     | 2                     | 3                     | 1           | 2                  | 3                  | 1                  | 2           | 3                      |                        |                        |
| 2015 | Russia                | Georgia               | Azerbaigian           | Russia      | Georgia            | Turchia            | Russia             | Bielorussia | Ucraina                |                        |                        |
| 2016 | Russia                | Georgia               | Turchia               | Georgia     | Ungheria           | Turchia            | Ucraina            | Russia      | Turchia                |                        |                        |
| 2017 | Russia                | Georgia               | Turchia               | Georgia     | Ungheria           | Turchia            | Ucraina            | Russia      | Bielorussia            |                        |                        |
| 2018 | Russia                | Turchia               | Georgia               | Russia      | Turchia            | Georgia            | Russia             | Ucraina     | Turchia                |                        |                        |
| 2019 | Russia                | Turchia               | Ucraina               | Georgia     | Russia             | Turchia            | Russia             | Ucraina     | Turchia                |                        |                        |
| 2021 | Russia                | Turchia               | Azerbaigian           | Russia      | Armenia            | Turchia            | Ucraina            | Russia      | Polonia                |                        |                        |
| 2022 | Azerbaigian           | Turchia               | Georgia               | Georgia     | Turchia            | Azerbaigian        | Turchia            | Ungheria    | Polonia                |                        |                        |
| 2023 | Azerbaigian           | Turchia               | Georgia               | Turchia     | Ucraina            | Georgia            | Ucraina            | Turchia     | Romania                |                        |                        |
| 2024 | Azerbaigian           | Turchia               | Moldavia              | Azerbaigian | Georgia            | Turchia            | Ucraina            | Turchia     | Azerbaigian            |                        |                        |
| 2025 | Azerbaigian           | Turchia               | Ucraina               | Georgia     | Ucraina            | Turchia            | Turchia            | Ucraina     | Polonia                |                        |                        |

## Medagliere
Aggiornato al 2025
| Posiz. | Nazione                     | Oro | Argento | Bronzo | Totale |
| ------ | --------------------------- | --- | ------- | ------ | ------ |
| 1      | Russia                      | 53  | 30      | 37     | 120    |
| 2      | Azerbaigian                 | 35  | 26      | 52     | 113    |
| 3      | Georgia                     | 31  | 24      | 59     | 107    |
| 4      | Ucraina                     | 29  | 31      | 46     | 116    |
| 5      | Turchia                     | 27  | 35      | 89     | 151    |
| –      | Atleti Individuali Neutrali | 25  | 16      | 12     | 63     |
| 6      | Moldavia                    | 13  | 10      | 29     | 52     |
| 7      | Ungheria                    | 12  | 9       | 33     | 53     |
| 8      | Polonia                     | 9   | 6       | 20     | 35     |
| 9      | Bielorussia                 | 6   | 9       | 23     | 37     |
| 10     | Francia                     | 6   | 10      | 10     | 26     |
| 11     | Armenia                     | 5   | 9       | 20     | 34     |
| 12     | Germania                    | 5   | 9       | 27     | 41     |
| 13     | Svezia                      | 5   | 5       | 7      | 17     |
| 14     | Finlandia                   | 5   | 2       | 4      | 11     |
| 15     | Romania                     | 4   | 9       | 17     | 30     |
| 16     | Bulgaria                    | 4   | 7       | 16     | 27     |
| 17     | Grecia                      | 4   | 1       | 4      | 9      |
| 18     | Serbia                      | 1   | 3       | 3      | 7      |
| 19     | Italia                      | 1   | 2       | 6      | 9      |
| 20     | Danimarca                   | 1   | 2       | 1      | 4      |
| 21     | Paesi Bassi                 | 1   | 0       | 1      | 2      |
| 22     | Lituania                    | 0   | 4       | 4      | 8      |
| 23     | Rep. Ceca                   | 0   | 4       | 0      | 4      |
| 24     | Austria                     | 0   | 3       | 3      | 6      |
| 25     | Croazia                     | 0   | 3       | 2      | 5      |
| 26     | Slovacchia                  | 0   | 3       | 1      | 4      |
| 27     | Norvegia                    | 0   | 2       | 9      | 11     |
| 28     | Israele                     | 0   | 2       | 3      | 5      |
| 28     | Estonia                     | 0   | 2       | 3      | 5      |
| 30     | Lettonia                    | 0   | 0       | 2      | 2      |
| 31     | Macedonia del Nord          | 0   | 0       | 1      | 1      |
| 31     | Regno Unito                 | 0   | 0       | 1      | 1      |
| 31     | Albania                     | 0   | 0       | 1      | 1      |
| 31     | Belgio                      | 0   | 0       | 1      | 1      |
| 31     | Svizzera                    | 0   | 0       | 1      | 1      |
| 31     | Spagna                      | 0   | 0       | 1      | 1      |
| Totale | Totale                      | 262 | 262     | 554    | 1078   |